# Ausseing
Ausseing település Franciaországban, Haute-Garonne megyében. Lakosainak száma 87 fő (2022. január 1.). Ausseing Cérizols, Belbèze-en-Comminges, Montclar-de-Comminges, Plagne, Roquefort-sur-Garonne és Saint-Michel községekkel határos.

## Népesség
A település népességének változása:
| Lakosok száma | 202  | 324  | 219  | 178  | 146  | 80   | 55   | 72   | 72   | 87   |
|               | 1793 | 1841 | 1866 | 1891 | 1926 | 1954 | 1990 | 2010 | 2017 | 2022 |